# エディ郡 (ニューメキシコ州)
エディ郡（英: Eddy County）は、アメリカ合衆国ニューメキシコ州にある郡。人口は6万2314人（2020年）。郡庁所在地および最大の都市はカールズバッドである。カールズバッド洞窟群国立公園はエディ郡に位置する。

## 地理
総面積は10,872 km² (4,198 mi² )。陸地面積は10,831 km² (4,182 mi²)で、水面積は40 km² (16 mi²)で全体の0.37%である。

## 近接する郡
- オテロ郡 (ニューメキシコ州) - 西
- チャベス郡 (ニューメキシコ州) - 北
- リー郡 (ニューメキシコ州) - 東
- ラヴィング郡 (テキサス州) - 南東
- リーヴス郡 (テキサス州) - 南
- カルバーソン郡 (テキサス州) - 南

## 人口統計
以下は2000年国勢調査における人口統計データである
| 基礎データ - 人口: 51,658人 - 世帯数: 19,379世帯 - 家族数: 14,069家族 - 人口密度: 5/km² (12/mi²） - 住居数: 22,249軒 - 住居密度: 2/km² (5/mi²) 人種別人口構成 - 白人: 76.34% - アフリカン・アメリカン: 1.56% - ネイティブアメリカン: 1.25% - アジア人: 0.45% - 太平洋諸島系:0.09% - その他の人種: 17.67% - 混血(2人種間以上の): 2.64% - ヒスパニック・ラテン系: 38.76% 世帯と家族（対世帯数） - 全世帯数: 19,379世帯 - 18歳未満の子供がいる:35.60% - 結婚・同居している夫婦: 56.10% - 未婚・離婚・死別女性が世帯主: 11.90% - 非家族世帯: 27.40% - 単身世帯: 24.20% - 65歳以上の老人1人暮らし: 10.70% - 平均構成人数 - 世帯: 2.63人 - 家族: 3.12人 | 年齢別人口構成 - 18歳未満: 28.90% - 18-24歳: 8.40% - 25-44歳: 25.70% - 45-64歳: 22.40% - 65歳以上: 14.70% - 年齢の中央値: 36歳 - 性比（女性100人あたり男性の人口） - 総人口: 95.90人 - 18歳以上: 92.70人 収入と家計 - 収入の中央値 - 世帯: 31,998米ドル - 家族: 36,789米ドル - 性別 - 男性: 31,909米ドル - 女性: 19,686米ドル - 人口1人あたり収入: 15,823米ドル - 貧困線以下 - 対家族: 13.60% - 対人口: 17.20% - 18歳未満: 21.50% - 65歳以上: 13.40% |

## 主な市および町
- カールズバッド（郡庁所在地）
- Artesia
- Carlsbad North
- Hope
- Loving